# Bispedømmet Durham
Bispedømmet Durham (latin: Diocesis Dunelmensis) er et anglikansk, tidligere katolsk bispedømme med sæde i Durham (oprindeligt: Dunholm) i det nordøstlige England. 
Bispesædet blev først oprettet på Lindisfarne i 635 med territorium afgivet fra York ærkebispedømme. Efter at klosteret på Lindisfarne  blev angrebet af vikingerne, blev det i 875 de facto opgivet, og i 879 blev et nyt bispedømme oprettet i Chester-le-Street som en fortsættelse af Lindisfarne og med samme territorium. 
I 995 blev bispesædet flyttet til Durham pga. vikingernes trusler mod Chester-le-Street.
Under normannerne fik biskoppen af Durham verdslig magt og styrede det traditionelle grevskab Durham som et palatinat. Biskoppen havde titel "fyrstbiskop", undtagen den 1., Walcher, som var "jarlebiskop". 
Den sidste katolske biskop, Cuthbert Tunstall, blev indsat i 1530 og fjernet af Elisabeth I i juli 1559. Biskoppen havde allerede i 1536 mistet sin verdslige magt. Men Durham har i dag alligevel en speciel status blandt de anglikanske bispedømmer i England. Biskoppen af Durham har højere rang end alle biskopper i England, med undtagelse af ærkebiskopperne af York og Canterbury.